# Omar Santana
Pour les articles homonymes, voir Santana.
Omar Santana est un producteur et disc jockey de musique électronique américain. Au début des années 1980, il fut l'un des artistes les plus réputés en matières musicaux breakbeat et techno puis popularisé sur la côte ouest américaine, jusqu'à l'émergence de l'acid house au début des années 1990. Il fonde par la suite deux labels discographiques spécialisés dans la musique plus « hard » incluant H2OH Recordings et Tricked Out Recordings.

## Biographie
Omar Santana est originaire du Queens, à New York. Il commence sa carrière dans les années 1980,. Il est initialement l'un des plus grands producteurs américains en matière d'acid-techno et de breakbeat psychédélique sous une douzaine d'autres noms tels que Hard Hop Heathen, Liquid Metal, Dark Side of the Shroom, Car Jacker, et Tales from the Hardside. Il commence sa carrière dans le mixage et l'édition sonore pour des artistes tels que Debbie Harry et Dynamix II.
Dès les années 1990, Santana traverse la période émergente de l'acid house et de la musique rave avec des hits tels que Mr. Dynomite sous le nom de Liquid Metal, Slamma Jamma sous The New York Terrorist et Boy Is Banging sous DJ Oh Oh Omar Santana. Son style « hardhop » d'acid breakbeat techno se popularise rapidement sur la côte ouest des États-Unis, tandis qu'il compose quelques albums comme Tricked Out, Hard Hop Trciked et Battle for Planet of the Breaks, puis Hardcorps (1998) en matière de hardcore et gabber, pour Moonshine Music. Omar devient un artiste très réputé et édite/remixe les musiques de certains artistes et groupes tels que Public Enemy, Janet Jackson, Simply Red, Quincy Jones et The Rolling Stones. Omar est rapidement surnommé l'un des Editing Kings (« Roi de l'Édition »). Par la suite, toujours dans les années 1990, il crée son propre label H2OH Recordings, et plus tard Tricked Out Recordings, dans le but de se former une réputation encore plus grande avec de nouveaux matériels de production et un nouveau style musical dit « apocalyptique » dont le gabber.
Dès lors, il apparaît dans certaines compilations de la série Thunderdome, telles que Thunderdome XI - The Killing Playground et Thunderdome XVII - Messenger Of Death. Il s'implique également dans de nombreux événements liés au gabber. Le samedi 1er décembre 2012, il participe à l'événement Pandemonium au Sporthallen Zuid, à Amsterdam.

## Accueil
La plupart des œuvres d'Omar Santana ont été plutôt bien accueillies en matière d'acid, techno et breakbeat notamment. The Dark Side of the Shroom (1995) obtient trois étoiles sur cinq de la part de John Bush du site AllMusic notant que « ce slab de Santana pourrait plaire à tous les fans de musique électronique : de l'acid pour les fortes têtes, du disco [...] et du hip-hop,. » Hardhop Tricked Out, publié le 7 avril 1999, obtient également trois étoiles sur cinq de la part du même auteur notant « album solo d'Omar Santana, Hardhop Tricked Out possède une demi-douzaine de compositions de Santana -- Dark Side of the Shroom, Tales from the Hardside, Hard Hop Heathen, Imperial Stormtroopers (avec Freddie Fresh) -- plus des remixes de Simply Jeff et autres [...],. » Battle for Planet of the Breaks, publié un mois avant, le 23 mars 1999, obtient quatre étoiles sur cinq sur Allmusic,.
Du côté hardcore et gabber, l'album Hardcore for the Headstrong: The Resurrection est moins bien accueilli sur Allmusic avec seulement deux étoiles sur cinq. Il commente « Hardcore for the Headstrong débute avec de la dissonance et du bruit. De là, la musique est composée de claquements en haut BPM et d'un style de techno minimaliste, comparable à une sorte de Kraftwerk schizophrène sans émotion [...]. Si vous aimez ce qui est rapide, énergique, et la hardcore techno, dans ce cas vous apprécierez cet album. »